# آبالی (زاقاتالا)
آبالی (به لاتین: Abalı، پس از ۱ سپتامبر ۲۰۰۴ آباعلی Abaəli) یک منطقه مسکونی در جمهوری آذربایجان است که در شهرستان زاقاتالا واقع شده است.